# Jan Szarek

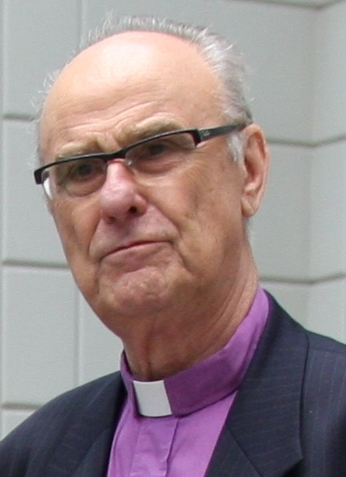
Jan Szarek, 2017

Jan Szarek (* 13. Februar 1936 in Bielitz; † 8. Oktober 2020 in Cieszyn) war ein polnischer lutherischer Theologe und Bischof der Evangelisch-Augsburgischen Kirche in Polen.

## Werdegang
Von 1960 bis 1962 war Jan Szarek Pfarrer in Nawiady (deutsch Aweyden) bei Mrągowo (Sensburg), danach bis 1970 in der Kirchengemeinde Giżycko (Lötzen), dann von 1970 bis 1975 Diözesanvikar in Bielsko-Biała (Bielitz-Biala). 1984 wurde er kirchlicher Konsistorialrat und auch Vorsitzender im Förderrat des Diakonats „Eben-Ezer“ in Dzięgielów (Dzingelau).
Am 6. Januar 1991 wählte ihn die Kirchensynode zum Bischof der Evangelisch-Augsburgischen Kirche in Polen. Bis zum Jahre 2001 hatte er dieses Amt inne, bevor er es an Janusz Jagucki weitergab. Im gleichen Jahr endete auch sein Amt als Vorsitzender der Diakonie der Evangelisch-Augsburgischen Kirche in Polen. 

Im Jahr 2001 erhielt Jan Szarek die Ehrendoktorwürde der Christlich-Theologischen Akademie in Warschau.
Er starb am 8. Oktober 2020 im Alter von 84 Jahren an den Folgen von COVID-19.

## Andere Ämter/Funktionen
- Langjähriger Vorsitzender des Polnischen Ökumenischen Rates.